# Tinaquillo
Tinaquillo é uma cidade venezuelana, capital do município de Falcón (município).